# Ente partecipazioni e finanziamento industrie manifatturiere
L'Ente partecipazioni e finanziamento industrie manifatturiere (acronimo EFIM) è stata una finanziaria del sistema delle partecipazioni statali in Italia.
Nato nel 1962 come Ente autonomo di gestione per le partecipazioni del Fondo di finanziamento dell'industria meccanica (FIM), cambiò nome nel 1967. In ordine di grandezza, l'EFIM fu la terza finanziaria di proprietà dello Stato italiano, dopo l'IRI e l'ENI, collocata nel sistema delle "partecipazioni statali". Istituito nel 1962 per gestire le partecipazioni del FIM, l'EFIM diventò ben presto un ente polisettoriale attivo soprattutto nel Mezzogiorno d'Italia. La situazione finanziaria dell'EFIM fu sempre precaria, a causa di un indebitamento finanziario che, negli anni ottanta, era superiore al fatturato. A causa dei suoi investimenti diversificati senza una coerenza apparente e alla sua politica di acquisizioni di aziende considerate poco appetibili dai privati o agli altri enti statali, l'EFIM si guadagnò la fama di "ente spazzatura". L'EFIM fu messo in liquidazione nel 1992, quando i suoi debiti ammontavano a circa 18.000 miliardi di lire.

## Il FIM
Il FIM venne istituito nel 1947 per finanziare la riconversione delle industrie aeronautiche che erano state impegnate nelle produzioni belliche. Tra le aziende sostenute dal FIM vi erano state la FIAT e la Olivetti, che furono in grado di restituire i prestiti ricevuti; non fu così invece per un'azienda storica come la Società Italiana Ernesto Breda per Costruzioni Meccaniche, comunemente conosciuta come "Breda", che si era specializzata a tal punto nelle produzioni belliche da dover far fronte nell'immediato dopoguerra a una gravissima crisi. Diventati inesigibili i crediti verso la Breda, lo Stato, attraverso il FIM, si ritrovò a essere proprietario dell'azienda.

## L'istituzione dell'EFIM
Il DPR 38 del gennaio 1962 istituì l'EFIM, con il nome ufficiale di "Ente autonomo di gestione per le partecipazioni del Fondo di finanziamento dell'industria meccanica", il cui principale attivo era la partecipazione nella Finanziaria Ernesto Breda; primo presidente dell'EFIM fu Pietro Sette, uomo legato all'esponente della Democrazia Cristiana Aldo Moro.
Il decreto istitutivo non dava particolari indicazioni sulle finalità e sulle modalità di funzionamento del nuovo ente, se non quella di "gestire" le partecipazioni precedentemente detenute dal FIM, prevalentemente concentrate nel settore metalmeccanico. Nei fatti, già nel corso del 1962, con l'istituzione della finanziaria Insud, l'EFIM si caratterizzò come uno strumento per la creazione di nuovi insediamenti industriali nel Mezzogiorno d'Italia, che si aggiungevano a quelli promossi da IRI ed Eni. Rispetto agli altri enti delle partecipazioni statali l'EFIM si distinse per il suo intervento polisettoriale (ben presto l'industria meccanica divenne una sola delle numerose aree di attività) e per l'attenzione verso la piccola e media industria e il turismo. A sancire la sua vocazione di ente polisettoriale, l'EFIM nel 1969 mutò nome in "Ente partecipazioni e finanziamento industria manifatturiera" (e non più "meccanica").
L'EFIM rilevò anche aziende private in cattive condizioni, come il gruppo elicotteristico Agusta nel 1973 o per l'azienda cartaria Donzelli. L'acquisizione dell'Agusta, assieme alla Oto Melara e alle attività della Breda, fece dell'EFIM il secondo polo nazionale nell'industria della difesa, per anni in concorrenza, nonostante ripetute ipotesi di "collaborazione", con quello costituito dall'IRI in campo aeronautico e missilistico (Aeritalia e Selenia). Solo dopo la messa in liquidazione dell'EFIM, la Agusta, la Oto Melara e la Breda Ferroviaria passarono a Finmeccanica.

## Gestione finanziaria dell'EFIM
Il "fondo di dotazione" stanziato in favore dell'EFIM dovette essere incrementato più volte per fare fronte alle perdite accumulate dalle società operative. L'indebitamento finanziario aumentò grandemente nel corso degli anni settanta, appesantendo con forti perdite i conti dell'ente. Fino alla fine del decennio l'EFIM seguitò a investire e a espandersi, controllando numerose aziende di piccole-medie dimensioni, poco competitive. L'inversione di tendenza iniziò nel 1979, con l'uscita dal settore cartario e la concentrazione su aziende ad alta tecnologia, che esistevano nel gruppo, pur se in settori diversi tra loro. Negli anni ottanta l'Ente dovette affrontare la grave crisi del settore dell'alluminio, nel quale aveva investito ingenti risorse, e uscì completamente dal settore alimentare; il numero di dipendenti diminuì (vedi tabella) e alcune aziende furono cedute. Nonostante ciò, l'indebitamento EFIM rimase a livelli altissimi e l'"identità" dell'ente restò poco definita. Agli inizi degli anni novanta l'EFIM era un gruppo disomogeneo costituito da più di 100 aziende e con più di 30 000 dipendenti.

## Iniziative dell'EFIM
L'EFIM intervenne, da solo o in compartecipazione con privati, in numerosi settori economici; tra le altre aziende nate per iniziativa dell'EFIM:
- SIV - Società Italiana Vetro di San Salvo, specializzata nella produzione di vetri per auto
- polo dell'alluminio di Portovesme, in Sardegna, integrato dal minerale alle seconde lavorazioni del metallo
- Breda Fucine Meridionali (raccordi ferroviari) e Brema (pneumatici) di Bari
- Frigodaunia di Foggia, una delle prime aziende nazionali di alimenti surgelati

Altri interventi furono compiuti dall'EFIM nel settore agroalimentare: all'ente furono affidati compiti di intervento in settori importanti per l'agricoltura italiana, come quello delle conserve (tonno e vegetali) e delle carni. Le iniziative dell'EFIM non riuscirono però a incidere sulla struttura eccessivamente frammentata dei due comparti, e l'ente uscì completamente dal settore alimentare nel 1985.

## Gestione politica dell'EFIM
Il primo presidente dell'EFIM fu Pietro Sette, di area democristiana, vicino ad Aldo Moro. Negli anni ottanta, quando l'IRI era presieduto da democristiani e l'Eni da socialisti, la presidenza dell'EFIM fu ricoperta da uomini vicini al PSDI (Corrado Fiaccavento, Stefano Sandri). Ultimo presidente dell'EFIM fu invece Gaetano Mancini, di area PSI.
Nel 1989 un gruppo di tre dirigenti apicali, formato da vicepresidente, direttore generale, direttore finanziario, sostituì di fatto le funzioni del Comitato di Presidenza, internamente preposto alla gestione patrimoniale dell'ente pubblico.

## La messa in liquidazione
Nel 1992 la gravissima esposizione dell'EFIM verso le banche fece propendere il governo dell'epoca per la sua messa in liquidazione. Le tappe principali della liquidazione furono segnate dal decreto-legge 18 luglio 1992, n. 340, dal d.l. 20 ottobre 1992, n. 414 e dal d.l. 19 dicembre 1992, n. 487 (convertito in l. 17 febbraio 1993, n. 33). La voragine dei conti causò un complesso contenzioso, anche internazionale. Dei debiti dell'EFIM si fecero stime sempre più allarmanti: il Financial Times le valutò in 4.000 miliardi di lire verso banche italiane, 3.000 miliardi e mezzo verso banche estere, 2.000 miliardi verso i fornitori, mille miliardi per obbligazioni collocate sul mercato. Le numerose banche estere esposte verso l'EFIM si videro congelare i propri crediti e questo provocò una crisi di credibilità dello Stato italiano che portò le agenzie internazionali a declassare il rating dei titoli di stato. Nel 1993 la garanzia dello Stato sui debiti dell'EFIM e la concessione dei fondi necessari alla liquidazione furono tra gli argomenti dell'accordo tra il ministro Andreatta e il commissario europeo Karel Van Miert, che portò ad accelerare il processo di privatizzazione dell'IRI. La liquidazione dell'EFIM fu un processo lungo e complesso; entro il 1998 tutte le aziende ritenute economicamente valide (78 sulle 116 che componevano il gruppo) furono cedute: il settore dell'alluminio per la maggior parte ad Alcoa, quello del vetro a Pilkington, quello della difesa e ferroviario a Finmeccanica. Però, conclusa la parte della liquidazione più rilevante sul piano economico e sociale, nel 2003 la procedura non era ancora conclusa, rallentata dalle numerose azioni legali promosse da creditori ed ex-dipendenti e arrivata a costare allo Stato più di 5 miliardi di euro. La legge finanziaria del 2007 trasferì a Fintecna (Ligestra S.r.l.) il patrimonio residuo di EFIM ed il relativo contenzioso, mettendo fine alla liquidazione dell'ente.
Secondo la relazione presentata dal commissario liquidatore Predieri al governo Berlusconi prima di dimettersi, nel 1994 risultavano già spesi 6.473 miliardi di lire, di cui 1.438 per le sole aziende del settore difesa. Dalla Cassa depositi e prestiti erano stati prelevati 10.700 miliardi per finanziare le attività pregresse e impegni di breve termine. A tale cifra si aggiunsero 3.000 miliardi per gli aumenti di capitale di sette società controllate (Agusta, Agusta Sistemi, Agusta Omi, Oto Melara, Breda Meccanica Bresciana, Sma e Officine Galileo) e altri 451 miliardi per finanziare il piano di uscite incentivate di personale. Il costo complessivo previsto (consolidato) al 1994 era stimato circa 14.000 miliardi di lire, pari ad un terzo del saldo della Legge Finanziaria approvata in quell'anno.

## Struttura dell'EFIM

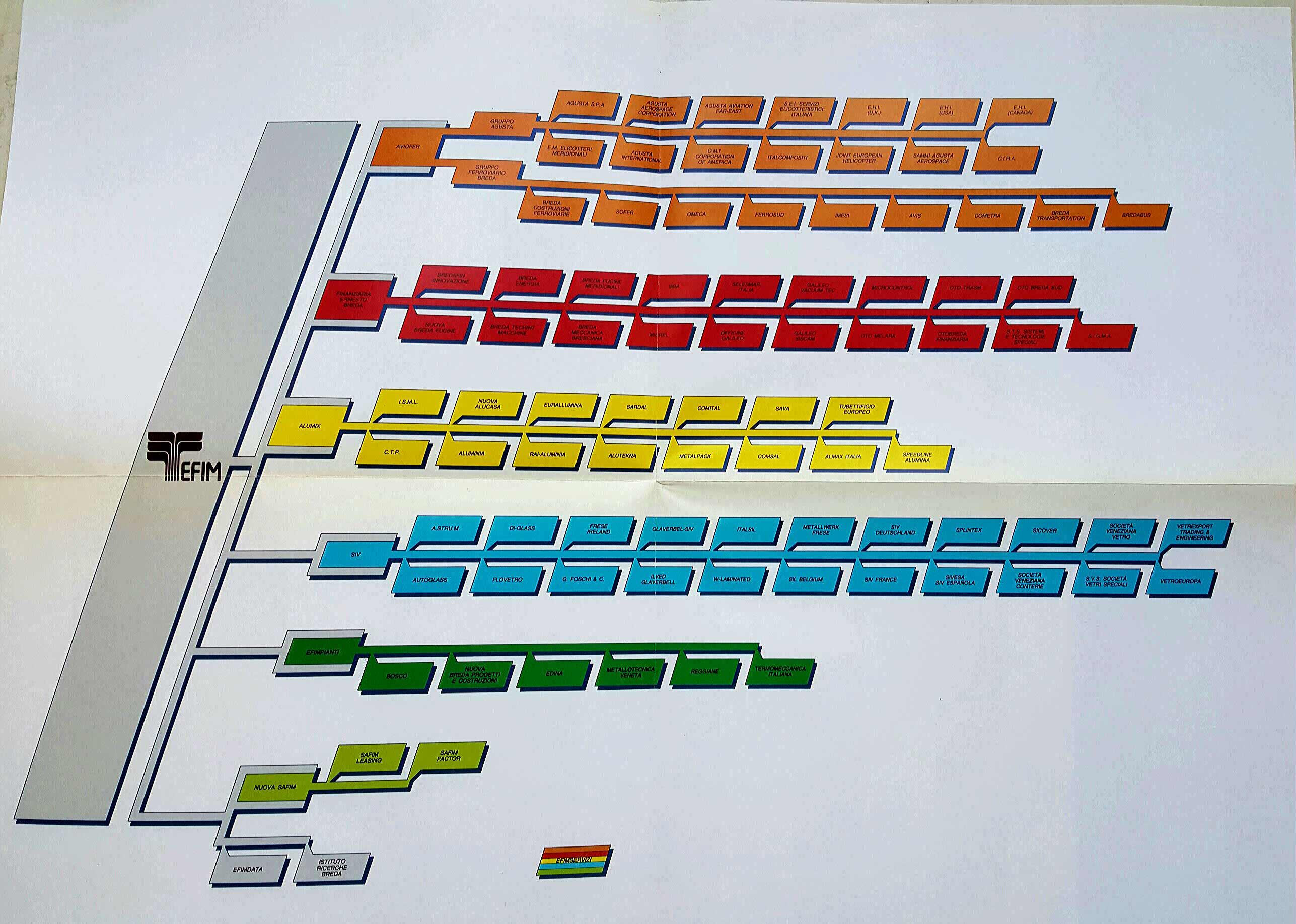
Società dell'EFIM nel 1990. Tratto dal Bilancio EFIM 1990.

Dopo pochi anni dalla sua costituzione anche l'EFIM, come l'IRI, si strutturò in società finanziarie "caposettore", a grandi linee omogenee per settori di attività, dalle quali dipendevano le società operative:
- Finanziaria Ernesto Breda, nucleo originario da cui si è formato l'EFIM, che raccoglieva aziende del settore della difesa e della lavorazione dei metalli; si trattava dell'unica società del gruppo EFIM quotata in Borsa. Dalla Breda, che era stata trasformata in finanziaria negli anni '50, dipendevano:
  - Breda Fucine (Milano), specializzata nella lavorazione e nella produzione di pezzi in acciaio
  - Breda Fucine Meridionali (Bari), che produceva prodotti fusi e stampati in acciaio, specialmente per scambi ferroviari
  - Breda Meccanica Bresciana (Brescia), produttrice di armi leggere, lanciarazzi, missili, cannoni terrestri e navali
  - Brema (Bari), joint-venture nella produzione di pneumatici con il gruppo privato Manuli e con la Firestone
  - Oto Melara (La Spezia), attiva nella produzione di artiglieria terrestre e navale;
  - Officine Galileo (Firenze), ottica visione notturna elettronica per sistemi di puntamento
  - SMA-Segnalamento marittimo ed aereo (Firenze), radar terrestri e navali
- MCS, ex società mineraria conferita all'EFIM nel 1964 e divenuta caposettore nella lavorazione dell'alluminio; nel 1988 la MCS fu liquidata per dare origine alla nuova caposettore Alumix, le cui principali controllate erano:
  - Alsar (Portoscuso), produzione di alluminio in lingotti
  - Eurallumina (Portoscuso), lavorazione della bauxite
  - Comsal (Portoscuso), produzione di laminati di alluminio;
  - Sardal (Iglesias), produzione di estrusi di alluminio
  - Società Alluminio Veneto-SAVA (già Alumetal, gruppo Montedison, Venezia), altre lavorazioni dell'alluminio
  - Società italiana vetro (San Salvo), joint-venture con l'ENI nella produzione di vetri per auto
  - Tubettificio Europeo (già Tubettificio Ligure, Lecco), specializzata nella produzione di contenitori in alluminio (lattine e bombole)
- Aviofer, istituita nel 1969 per inquadrare le partecipazioni nei settori elicotteristico-aeronautico e ferroviario, precedentemente sotto il controllo della Breda
  - Agusta, (Samarate), dall'EFIM riconvertita quasi esclusivamente alla produzione di elicotteri e divenuta un gruppo integrato nelle costruzioni aeronautiche:
    - Breda Nardi (Monteprandone)
    - Elicotteri Meridionali (Frosinone)
    - Fonderie Officine Meccaniche (Benevento), produzione di leghe per le costruzioni aeronautiche
    - Industria Aeronautica Meridionale (Brindisi), componentistica per le costruzioni aeronautiche
    - OMI-Ottico Meccanica Italiana (Roma), sistemi elettronici per il volo
    - SIAI-Marchetti (Varese), produzione di aerei da addestramento

  - Breda Costruzioni Ferroviarie (Pistoia), che a sua volta controllava altre società minori:
    - Avis (Castellammare di Stabia)
    - BredaMenarinibus (Bologna)
    - Imesi (Carini)
    - Reggiane (Reggio Emilia)
    - Officine Meccaniche Calabresi O.ME.CA. (Reggio Calabria), acquisite da Finmeccanica nel 1968
- Sopal, istituita nel 1971, caposettore per il settore alimentare, fu dimessa completamente nel 1985; tra le aziende controllate:
  - Alco (Bari), produzione di tonno in scatola
  - Colombani (Portomaggiore), produzione di salse di pomodoro, conserve e succhi di frutta a marchio “JollyColombani”
  - Ittica Ugento (Ugento), specializzata nell'acquacoltura
  - Frigodaunia (Foggia), produzione di alimenti surgelati a marchio "Surgelati Brina"
  - Terme di Recoaro (Recoaro Terme), conferita all'EFIM nel 1978 ed attiva nell'imbottigliamento di acqua minerale

Faceva parte dell'EFIM anche la finanziaria Safim; furono poi costituite negli anni ottanta due nuove caposettore: Efimipianti, che raccoglieva le attività del gruppo nell'impiantistica, e Sistemi e Spazio (elettronica per la difesa).

## Tabella: gruppo EFIM – andamento numero dipendenti
| Anno | Dipendenti |
| ---- | ---------- |
| 1968 | 17.000     |
| 1973 | 28.000     |
| 1975 | 40.000     |
| 1985 | 36.000     |
| 1995 | 30.000     |

## Presidenti
- Pietro Sette (1962-1975)
- Attilio Jacoboni (1975-1978)
- Corrado Fiaccavento (1978-1984)
- Stefano Sandri (1984-1987)
- Rolando Valiani (1987-1990)
- Gaetano Mancini (1990-1992)
- Alberto Predieri (Commissario liquidatore, 1992-1997)
- Alberto Bianchi (Commissario liquidatore, 1997-2007)